# La Pavoni
La Pavoni S.p.A. è un'azienda che nasce a Milano nel 1905 quando il suo fondatore, Desiderio Pavoni, in una piccola officina di Via Parini sviluppa un brevetto acquistato nel 1902 da Luigi Bezzera.

Caffettiera La Pavoni da bar 1910 circa

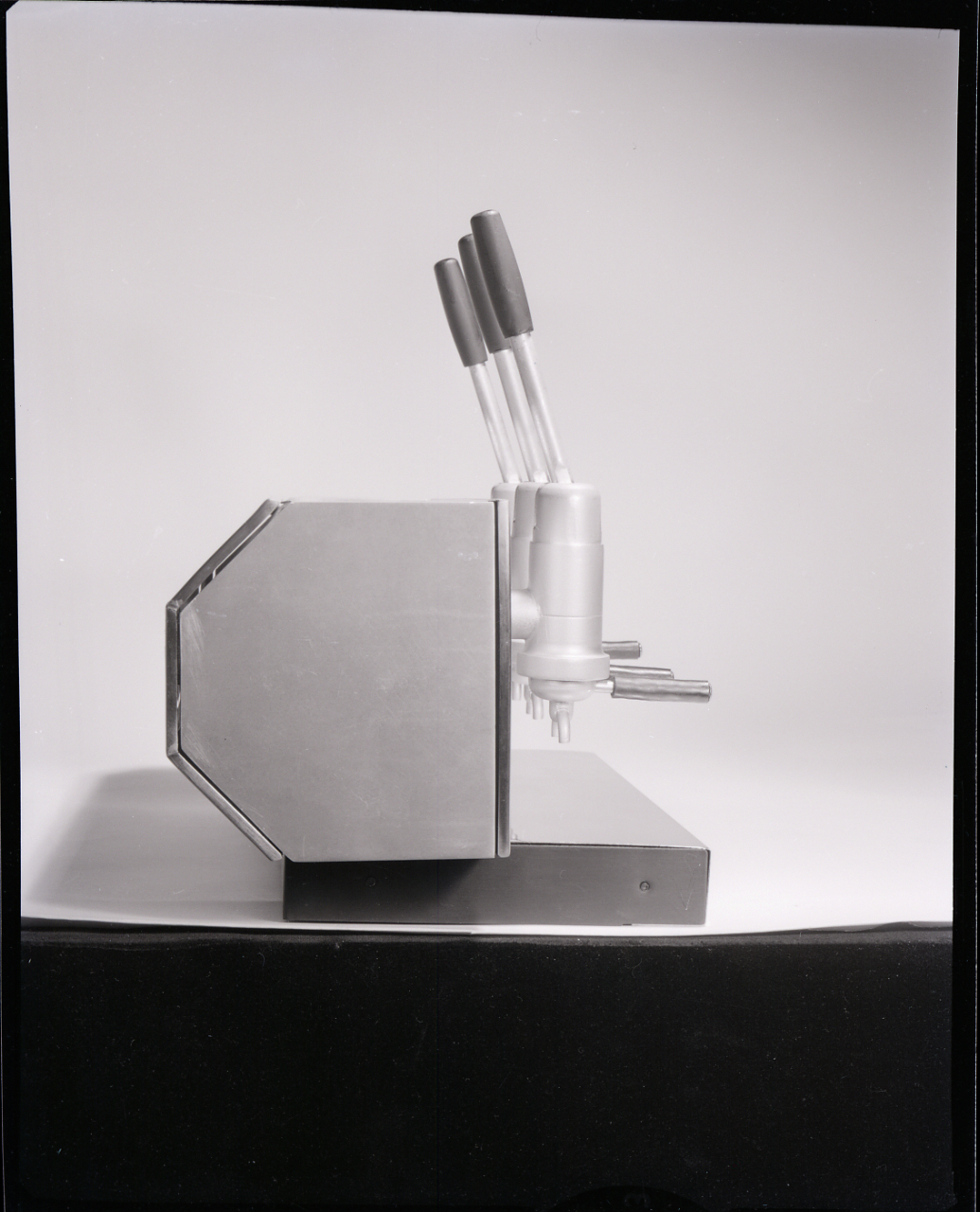
Macchina per il caffè Brasilia, nata nel 1961 dalla collaborazione di Alberto Rosselli con Angelo Tito Anselmi. Foto di Paolo Monti, 1975

Il brevetto riguarda la prima macchina da caffè espresso da bar che prenderà il nome di Ideale.

## Storia
I primi modelli di questa macchina da caffè sono a sviluppo verticale, con una caldaia mantenuta in pressione da un fornello a gas debitamente posizionato.
Il materiale usato è l'ottone cromato e il ritmo di vendita delle macchine è di una al giorno. 
Oltre ad essere la prima progettata e realizzata; Ideale è stata anche la prima ad essere prodotta e commercializzata in serie, contribuendo così al diffondersi in Europa e nel mondo del caffè espresso all'italiana.
La Pavoni S.p.A. ha collaborato negli anni con i maggiori rappresentanti del disegno industriale in Italia.
Proprio la collaborazione con Giò Ponti, Alberto Rosselli e Antonio Fornaroli favorisce la creazione, nel 1948, della prima macchina da caffè espresso a caldaia orizzontale, La Cornuta.
Il modello Europiccola Professional, prodotto nel 1961, è esposto dal 1974 nel museo d'Arte Moderna di New York.
Con il passare degli anni la gamma di macchine da caffè commercializzate da questa azienda si amplia, differenziando la produzione per soddisfare sia le richieste dei privati che degli esercizi pubblici.
Ai tradizionali modelli semiautomatici e a leva sono stati affiancati i più moderni modelli elettronici che prevedono una dosatura volumetrica della quantità di caffè, fino ad arrivare ad un modello totalmente automatico in grado di fare a meno della manualità dell'operatore nel preparare cappuccini e caffè espresso.